# Dan Zemlje
Dan Zemlje je letni dogodek, ki se praznuje 22. aprila, ko se odvijajo dogodki za osveščanje glede varovanja okolja na Zemlji. Prvi dan Zemlje je bil 22. aprila 1970 in ga danes koordinira globalna mreža dneva Zemlje. Dogodek vsakoletno praznujejo v več kot 192 državah.
Leta 1969 je na Unescovi konferenci v San Franciscu, mirovni aktivist John McConnell predlagal dan spomina na Zemljo, ki bi se praznoval na prvi pomladni dan 21. marca 1970. Ta dan je bil kasneje potrdil Generalni sekretar OZN U Thant. Mesec dni kasneje je ameriški senator Gaylord Nelson proglasil dan Zemlje na 22. april 1970. Nelson je bil kasneje odlikovan s predsedniško medaljo za svobodo. 22. aprila so dogodek praznovali večinoma po Združenih državah, dokler ni Denis Hayes leta 1990 dogodek razširil na globalno raven v 141 državah. Veliko skupnosti praznuje dan Zemlje ves teden, ko se vrstijo dogodki, povezani z varovanjem okolja.
Generalna skupščina Združenih narodov je leta 2009 na predlog bolivijske vlade 22. april razglasila za mednarodni dan matere Zemlje.
Vsako leto se tema spreminja in prilagaja trenutnim spremembam in težavam z okoljem.
Tema dneva Zemlje 2022 je bila »Investirajmo v naš planet« in je vključevala pet primarnih programov: Veliko globalno čiščenje, Trajnostna moda, Podnebna in okoljska pismenost, Projekt Canopy, Hrana in okolje ter Global Earth Challenge - Globalni zemeljski izziv. Osredotočala se je na naravne procese, nastajajoče zelene tehnologije in inovativno razmišljanje, ki lahko obnovi ekosisteme sveta. Z različnimi dogodki po vsem svetu so okoljevarstveniki skušali opozoriti na pomen razvoja, inovacij in implementacij rešitev za preprečevanje podnebnih sprememb in degradacije okolja ter za zagotavljanje trajnostne prihodnosti.
Tema leta 2023 je Vlagajmo v naš planet. Tema svetovnega dneva Zemlje opozarja na to, kako pomembno je, da svoj čas, sredstva in energijo namenimo reševanju podnebnih sprememb in drugih okoljskih vprašanj. Vlaganje v naš planet je nujno za njegovo zaščito in najboljši način za utiranje poti v uspešno prihodnost.
»Končati moramo te neizprosne in nesmiselne vojne proti naravi,« je poudaril generalni sekretar ZN António Guterres. »Imamo orodja, znanje in rešitve. Vendar moramo pospešiti tempo. Potrebujemo pospešeno podnebno ukrepanje z globljim in hitrejšim zmanjšanjem emisij, da omejimo dvig globalne temperature na 1,5 °C.«

## V popularni kulturi
- Pevec in kitarist Devin Townsend je izdal pesem z naslovom Earth Day.
- Ameriški kantavtor John Denver je leta 1990 na albumu Earth Songs izdal pesem z naslovom Earth Day Every Day (Celebrate).
- Michael Jackson je izdal svojo Earth Song v zvezi s Svetovnim dnevom okolja, ki ga praznujemo 5. junija.
- Empire State Building v New Yorku je na dan Zemlje svetil zeleno.
- Od leta 2001 je na Googlovi domači strani po vsem svetu za dan Zemlje prikazan ustrezen Google-Doodle, ki opozarja na ta dan.[7] Leta 2016 je Google celo zasnoval 5 doodleov, da bi še bolj pozoren na ta dan.
- Leta 2016 je Apple doniral izkupiček 27 izbranih aplikacij, vključno z Angry Birds 2 in Candy Crush Saga, Svetovnemu skladu za naravo.[8][9]